# Labena mimica
Labena mimica är en stekelart som beskrevs av Ian D. Gauld 2000. Labena mimica ingår i släktet Labena och familjen brokparasitsteklar. Inga underarter finns listade i Catalogue of Life.